# Большаков, Сергей Владимирович
Серге́й Влади́мирович Большако́в (6 июня 1988, Ижевск) — российский пловец, специализирущийся в плавании на открытой воде. 

## Биография
Родился 6 июня 1988 года в Ижевске.
Бронзовый призёр чемпионата мира 2011 года в заплыве на 10 километров. Бронзовый призёр чемпионата Европы 2010 года в командном заплыве. Двукратный чемпион России 2011 года. Благодаря бронзовой награде мирового первенства Сергей Большаков автоматически заработал именную лицензию на участие в заплыве на Олимпийских играх 2012 года, где занял 6 место.